# Soulières
Soulières ist eine französische Gemeinde mit 141 Einwohnern (Stand: 1. Januar 2022) im Département Marne in der Region Grand Est (vor 2016 Champagne-Ardenne). Sie gehört zum Kanton Vertus-Plaine Champenoise im Arrondissement Épernay.

## Geographie
Soulières liegt etwa 55 Kilometer südsüdwestlich von Reims. Nachbargemeinden von Soulières sind Blancs-Coteaux im Norden und Osten, Étréchy im Süden und Südosten sowie Givry-lès-Loisy im Westen.

## Bevölkerungsentwicklung
| Jahr                       | 1962 | 1968 | 1975 | 1982 | 1990 | 1999 | 2006 | 2011 | 2018 |
| Einwohner                  | 168  | 105  | 116  | 100  | 110  | 128  | 104  | 134  | 142  |
| Quellen: Cassini und INSEE |      |      |      |      |      |      |      |      |      |

## Sehenswürdigkeiten
- Kirche Saint-Martin aus dem 16. Jahrhundert

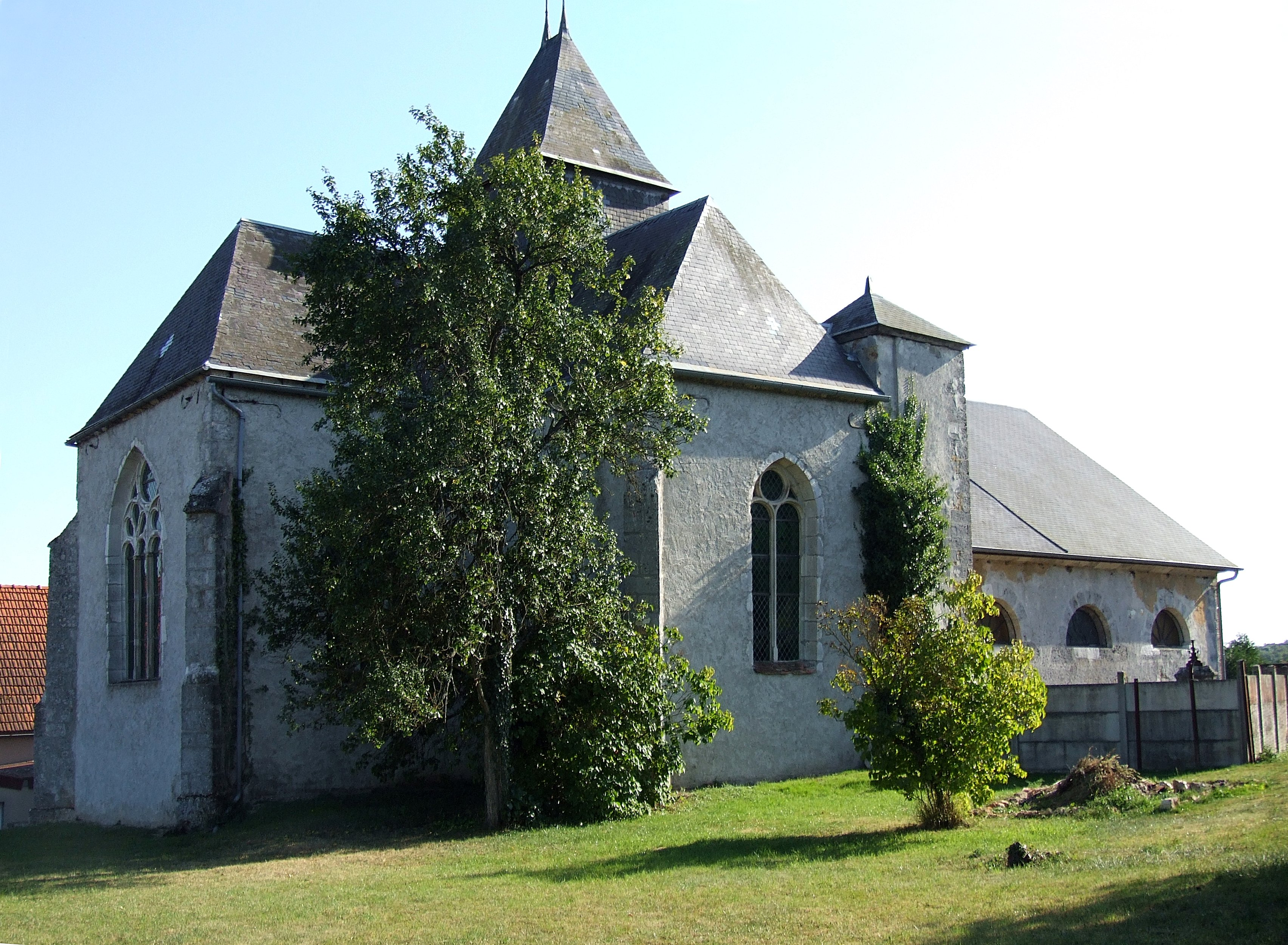
Kirche Saint-Martin

- Schloss Soulières